# St. Elisabeth-Stiftung (Bad Waldsee)
Die St. Elisabeth-Stiftung ist eine im Jahr 1999 von den Franziskanerinnen von Reute begründete kirchliche Stiftung privaten Rechtes mit Sitz in Bad Waldsee in Oberschwaben.

## Stiftung

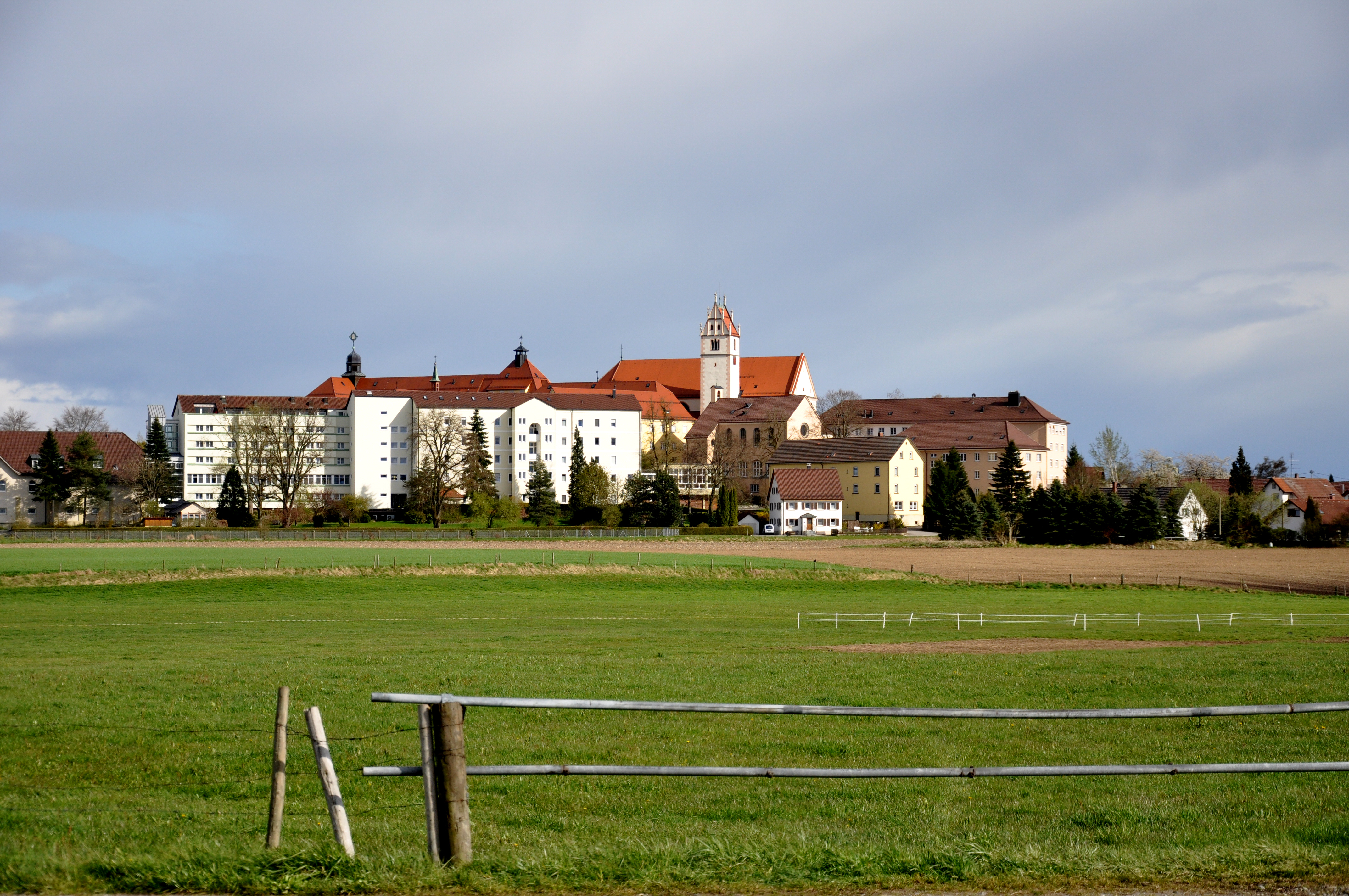
Die Franziskanerinnen von Reute sind die Stifterinnen der St. Elisabeth-Stiftung

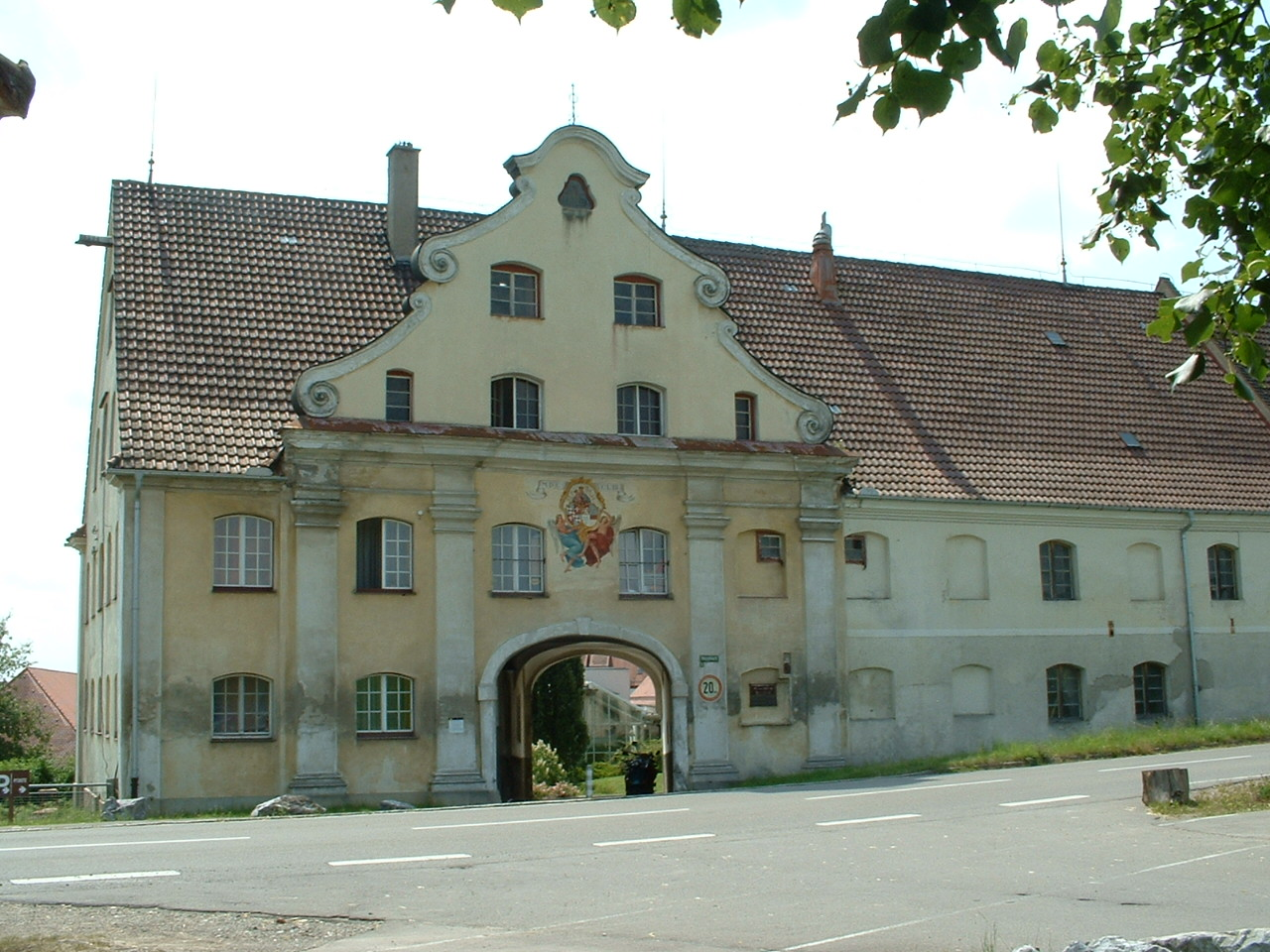
Ein wichtiger Schwerpunkt der St. Elisabeth-Stiftung befindet sich in Heggbach. Hier das historische Klostertor.

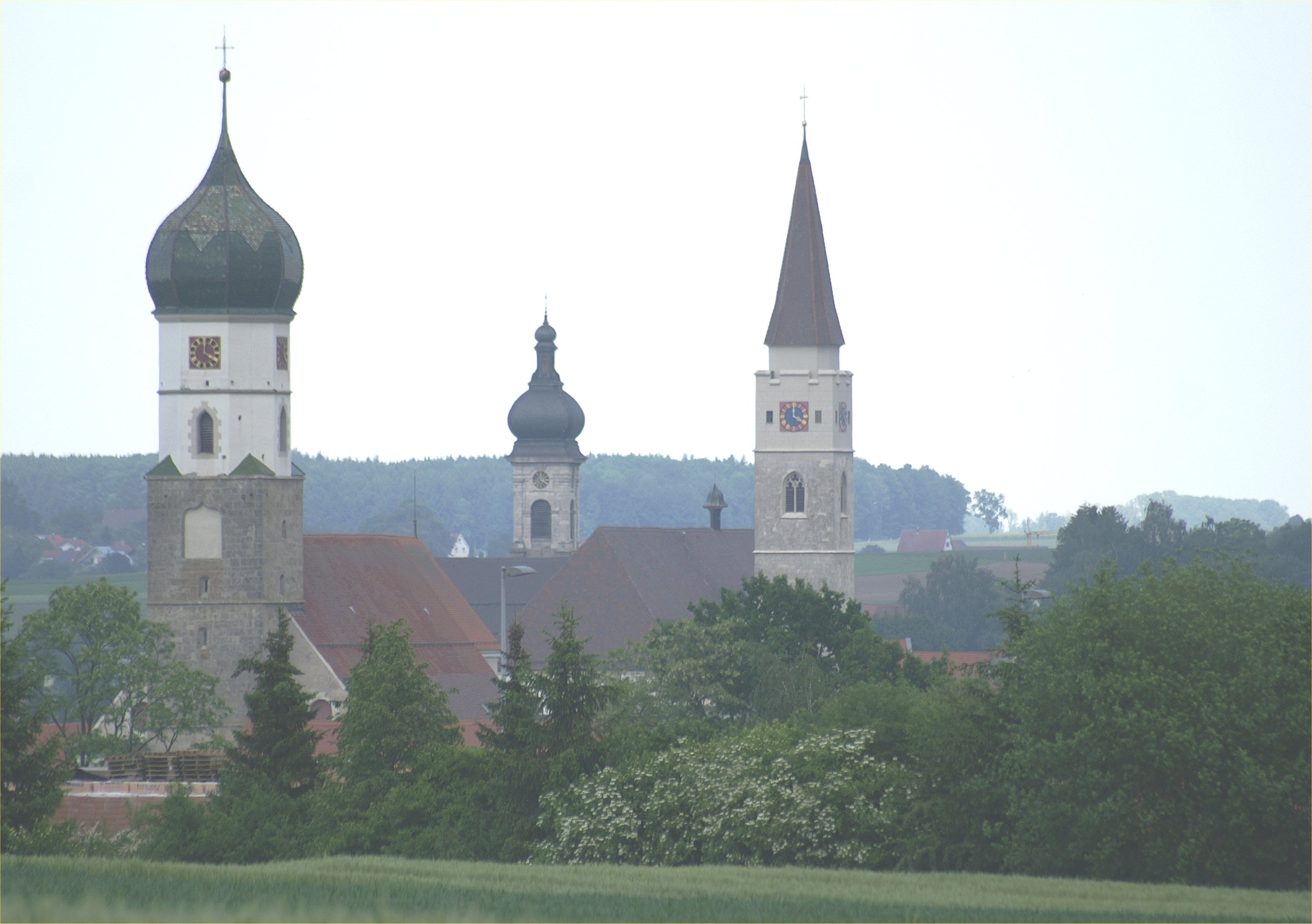
Eine Wurzel der Stiftung liegt auch in Ehingen. In unmittelbarer Nachbarschaft zur Ehinger Franziskuskirche (links) befindet sich heute der Wohnpark St. Franziskus.

Die Franziskanerinnen von Reute haben im Jahr 1999 die St. Elisabeth-Stiftung gegründet und im Jahr 2000 ihre sozialen Werke in die Stiftung eingebracht. Rund 2.500 Mitarbeiter sind zwischen Ulm und Ravensburg für hilfebedürftige Menschen im Einsatz.
Zur St. Elisabeth-Stiftung gehören folgende Geschäftsbereiche: die beiden Heggbacher Einrichtungen Heggbacher Wohnverbund und Heggbacher Werkstattverbund, sodann die Bereiche Altenhilfe, Kinder-Jugend-Familie, Jordanbad und Wirtschaftsbetriebe.
Die Stiftung gehört dem „Stiftungsforum in der Diözese Rottenburg-Stuttgart gGmbH“ an und engagiert sich mit der Beteiligung an den Instituten für Soziale Berufe in Ravensburg und Stuttgart in der Berufsausbildung. Des Weiteren ist die St. Elisabeth-Stiftung an der Hospizstiftung Biberach beteiligt.

## Geschäftsbereiche

### Heggbacher Wohnverbund
Im Heggbacher Wohnverbund finden erwachsene Menschen mit geistiger und mehrfacher Behinderung bis ins hohe Alter das für sie individuell passende Wohnangebot in Wohngruppen und Wohnhäusern, im Ambulant betreuten Wohnen, im Betreuten Wohnen in Familien, im Kurzzeitwohnen.
Ein besonderes Wohnangebot stellt die Wohngruppe für Menschen mit erworbenen Schädel-Hirn-Schädigungen dar.

### Heggbacher Werkstattverbund
Der Heggbacher Werkstattverbund besteht aus den Werkstätten für Menschen mit Behinderung in Biberach, Ehingen, Maselheim-Heggbach und Laupheim und den Werkgemeinschaften für psychisch kranke Menschen in Bad Buchau und Ehingen. Zum Werkstattverbund gehören außerdem das Berufliche Bildungszentrum (BBZ) in Laupheim. Das BBZ eröffnet Menschen mit Behinderung und Menschen mit Vermittlungshemmnissen berufliche Chancen durch vielseitige Angebote der Arbeitsförderung.

### Altenhilfe

#### Wohnparks
Zur Altenhilfe gehören neun Wohnparks in den Landkreisen Alb-Donau, Biberach, Ravensburg und Bodensee. Hier befinden sich jeweils Pflegeheim, Betreutes Wohnen (Wohnen mit Service) und Sozialstation unter einem Dach oder so nah beieinander, dass eine Rund-um-die Uhr-Betreuung gewährleistet ist:
- Wohnpark St. Josef, Altshausen
- Wohnpark St. Vinzenz, Aulendorf
- Wohnpark Am Schloss, Bad Waldsee
- Wohnpark St. Martinus, Blitzenreute
- Wohnpark am Jordanbad, Biberach
- Wohnpark St. Klara, Schemmerhofen
- Wohnpark St. Franziskus, Ehingen
- Wohnpark am Rotbach, Mittelbiberach
- Wohnpark St. Georg, Meckenbeuren

#### Hospize
Zur Altenhilfe gehört auch das Engagement in der Begleitung sterbenskranker Menschen. Die St. Elisabeth-Stiftung betreibt mehrere Hospize: Das Hospiz Haus Maria im Landkreis Biberach, das Hospiz Schussental und das Hospiz Ursula im Landkreis Ravensburg, das Hospiz St. Martinus Alb-Donau in Kirchbierlingen bei Ehingen, das Hospiz St. Michael in Nagold, das Hospiz Johannes in Sigmaringen und das Hospiz in der Mitte – Region Böblingen-Sindelfingen. In diesen Hospizen erhalten sterbenskranke Menschen und ihre Angehörigen umfassende Unterstützung. Die St. Elisabeth-Stiftung möchte schwerkranken Menschen ein Leben in Würde und ohne Schmerzen ermöglichen, ihre Wünsche ins Zentrum der Aufmerksamkeit rücken und ihre Familien dabei miteinbeziehen.

#### Sozialstationen
Die St. Elisabeth-Stiftung ist beteiligt an folgenden Sozialstationen:
- Gute Beth Bad Waldsee
- St. Josef Altshausen
- Katholische Sozialstation Biberach

### Kinder-Jugend-Familie

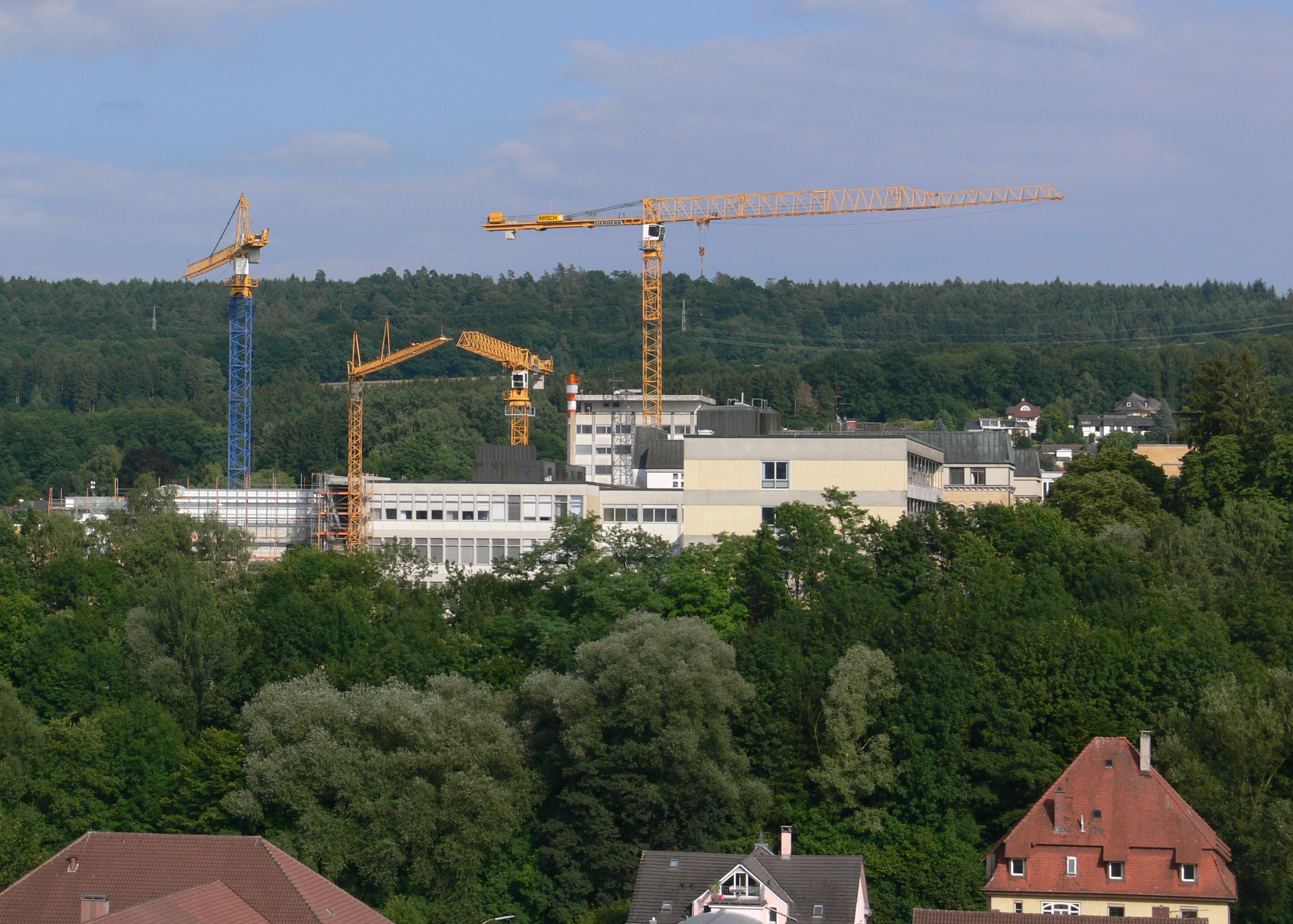
Seit dem großen Umbau der Oberschwabenklinik Ravensburg (Bild 2010) befinden sich dort mehrere Einrichtungen der St. Elisabeth-Stiftung aus dem Geschäftsbereichen Kinder-Jugend-Familie und der Altenhilfe, unter anderem ein SPZ, eine Kindertagesstätte und das Hospiz Schussental.

Im Bereich Kinder-Jugend-Familie bietet die St. Elisabeth-Stiftung Kindern mit und ohne Behinderung und ihren Familien vielfältige Betreuungs- und Unterstützungsangebote an:
- seit 2010: Interdisziplinäre Frühförderstellen in Blaubeuren, Ehingen und Langenau

- Heilpädagogischer Dienst in Ehingen

- Schulkindergarten St. Maria in Riedlingen: Für Kinder mit geistiger und/oder körperlicher Behinderung, in Kooperation mit dem Regelkindergarten der Kirchengemeinde St. Georg

- Casa Elisa Kindertagesstätte in Ravensburg: Diese Kindertagesstätte arbeitet nach dem Prinzip der Montessori-Pädagogik.

- Schule St. Franziskus in Ingerkingen: Katholische Freie Ganztagesschule für Kinder und Jugendliche mit einer geistigen oder mehrfachen Behinderung. Als staatlich anerkannte Ganztagesschule arbeitet sie nach dem Bildungsplan der Schulen für Geistigbehinderte in Baden-Württemberg und orientiert sich am so genannten Marchtaler Plan.

- seit 2012: ein Sozialpädiatrisches Zentrum (SPZ), angegliedert an die Oberschwabenklinik Ravensburg

- Wohnen und Begleiten Ingerkingen: Wohnangebote für Kinder und Jugendliche mit geistiger oder mehrfacher Behinderung (Schülerwohnen, Kurzzeitangebote, Übergangs-, Trainings- und Appartementwohnen).

### Jordanbad

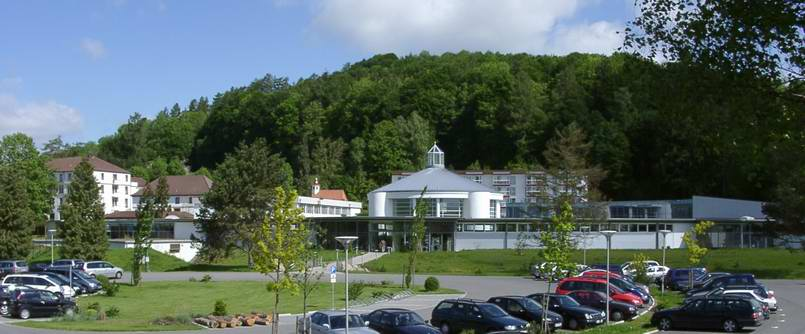
Das Jordanbad in einer Ansicht von Süden

1889 eröffneten die Franziskanerinnen von Reute im Jordanbad die erste ärztlich geleitete Kneipp’sche Wasserheilanstalt Deutschlands. Zum Standort Jordanbad gehören heute:
- Therme Jordanbad
- Jordanbad Akademie
- Sinn-Welt
- JordanFit
- Parkhotel

### Wirtschaftsbetriebe und Gastronomie
- Schreinerei beim Kloster
- Zentralküche Heggbach
- Gästehaus St. Theresia, Eriskirch